# 莫洛博士岛
《莫洛博士岛》（The Island of Doctor Moreau）是英国小说家赫伯特·乔治·威尔斯在1896年发表的生物朋克科幻小说。又翻译作《攔截人魔島》、《妖獸出沒的島嶼》。

## 內容提要
一個英國青年愛德華（Edward Prendick）在船難時被一艘船救起，航向一座小島，被船員棄在島上，無意中發現島的主人莫洛博士（Doctor Moreau）。莫洛博士是一位學者兼外科醫生，曾經因為殘忍動物實驗被倫敦學術界驅逐後，來到這荒島上繼續進行實驗。莫洛博士藉由外科手術改造各種動物，讓牠們直立和吃熟食，將牠們變成獸人。莫洛博士同時又訓練這些動物遵守紀律，像是不傷害人類、不四足行走、不吃生食等等，莫洛博士則自封島主、國王和上帝的角色。 
愛德華初期對此感到恐懼，但最後成為莫洛博士的助手，結果莫洛博士太躁進以致獸人失控，莫洛博士因而遭到殺害，獸人也一個接一個恢復獸性，愛德華變成被獵殺的對象，所幸最後終於逃出了這座島。

## 主要角色
- 愛德華（Edward Prendick） - 整部小說的主角
- 莫洛博士（Doctor Moreau） - 島上的主人，將動物改造成獸人
- 蒙哥馬利（Montgomery） - 莫洛博士的助手兼愛德華的救星，對獸人富有同情心
- 獸人（Beast Folk） - 被莫洛博士改造的動物，成員如下：
  - M'ling - 莫洛博士的狗僕人
  - Sayer of the Law - 種類不明，是很守秩序的管理者
  - 豹人（Leopard Man） - 違抗紀律的豹子
  - 鬣豬（Hyena-Swine） - 鬣狗和豬的混合體
  - 狗人（Dog-Man） - 聖伯納犬，最後成為了愛德華的好友
  - 猿人（Ape-Man） - 智者般的猴子或猿猴

## 改編
- 《亡魂島（英语：Island of Lost Souls (1932 film)）》 - 1933年，查爾斯·勞頓和Béla Lugosi（英语：Béla Lugosi）飾演
- 《莫罗博士的岛（英语：The Island of Doctor Agor）》 - 1971年，提姆·波頓13歲時做的動畫
- 《衝出人魔島（英语：The Island of Dr. Moreau (1977 film)）》 - 1977年，伯特·蘭卡斯特和麥可·約克飾演
- 《攔截人魔島（英语：The Island of Dr. Moreau (1996 film)）》 - 1996年，馬龍·白蘭度和方·基墨飾演
- 《辛普森家庭》的「恐怖的樹屋第十三集（英语：Treehouse of Horror XIII）」

## 外部連結
- "The One Hundred Years of Doctor Moreau(1997)" by Jaime Perales Contreras (On different film versions of H.G. Wells Novel  Published in Estudios Magazine, Spring 1997. (In Spanish))
- Reading of The Island of Doctor Moreau （页面存档备份，存于）
- A draft of the 1996 films screenplay, dated April 26th, 1994